# Polycarpon tetraphyllum
Polycarpon tetraphyllum es una especie de planta herbácea perteneciente a la familia de las cariofiláceas.

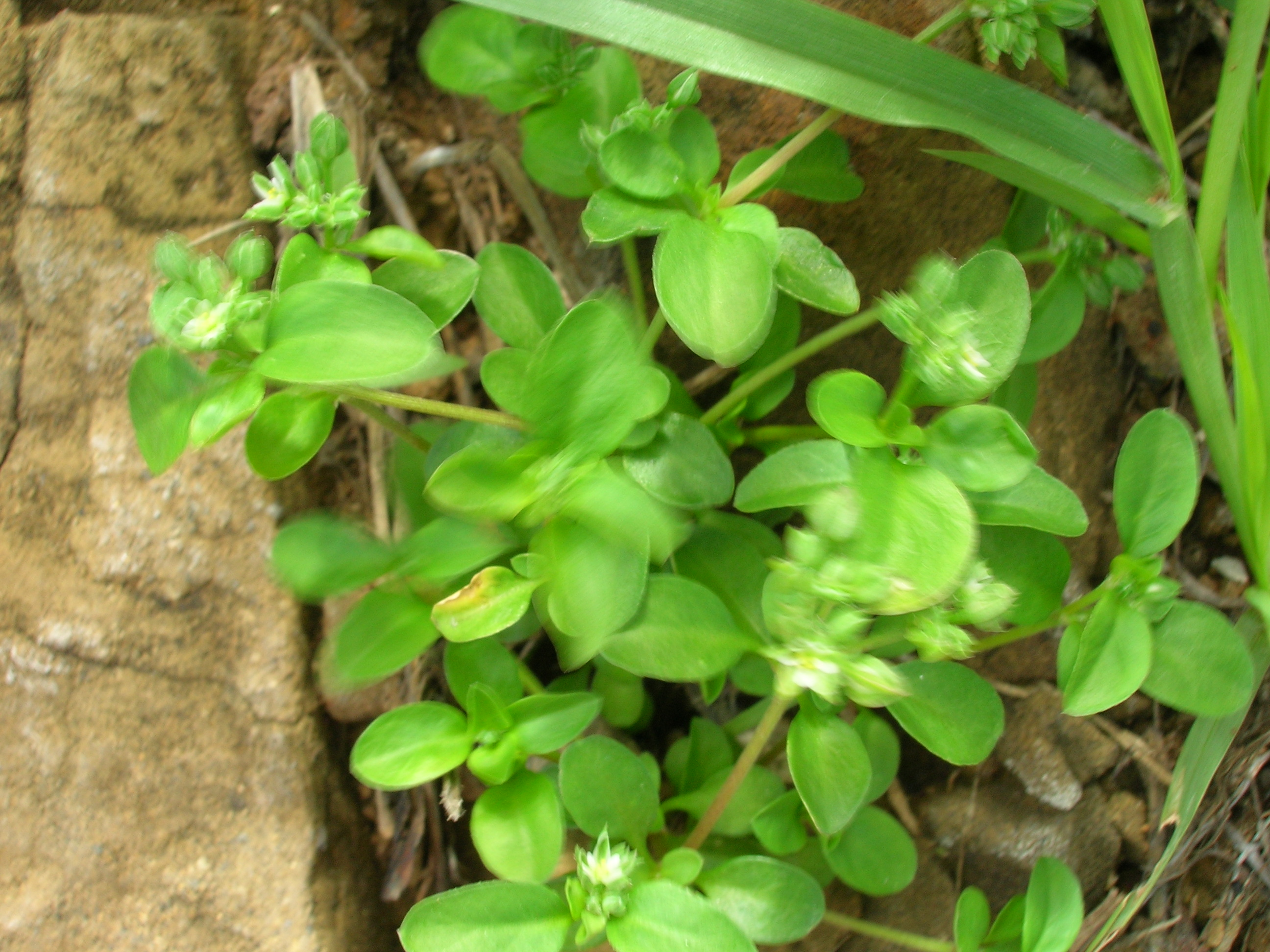
Detalle de las hojas

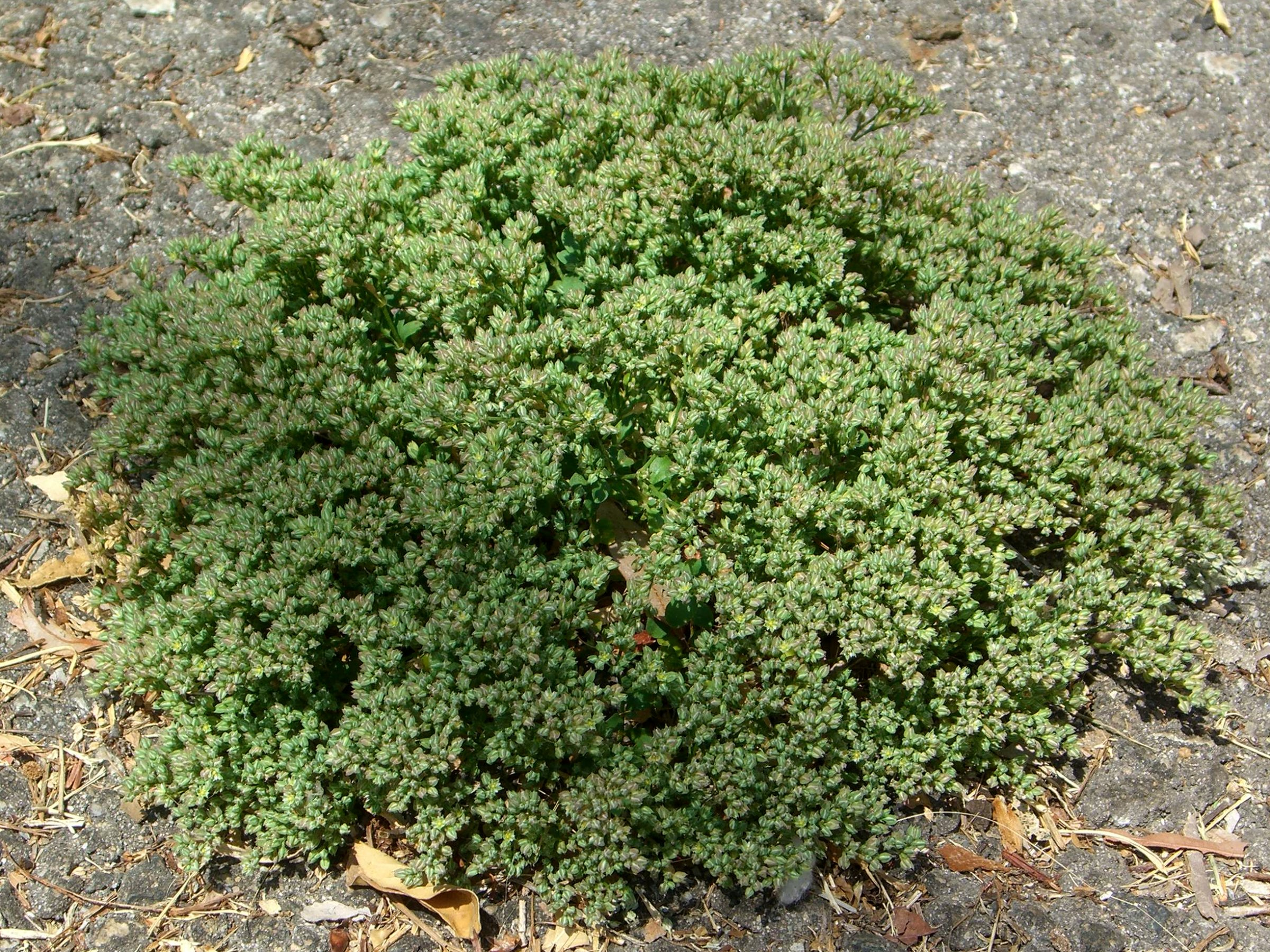
Vista de la planta

## Descripción
Es una planta glabra, anual. Los tallos postrados a ascendente, generalmente ramificados a continuación. Hojas de 5-15 x 0,2-0,6 cm, en pares opuestos o en falsos verticilos de 4 o 6 hojas, obovadas a elípticas u ovadas, por lo general se estrecha en un pecíolo. Estípulas y brácteas escariosos. Las inflorescencias simples o varias veces bifurcadas, con muchas flores, sueltas o densas. Pedicelos igual o más largos que el cáliz. Sépalos aproximadamente 2 mm., Ovado-lanceoladas, agudas-mucronados, de color blanco con margen y con una quilla escabrosa. Pétalos la mitad de largo que los sépalos, blancos, oblongos, más o menos emarginados. Estambres 3 o 5. Cápsula algo más corta que el cáliz, ovoide. Semillas diminutas, triangular-reniformes, tubérculadas. Fl. De enero a abril.

## Distribución
Polycarpon tetraphyllum es una especie de amplia distribución, nativa posible en las Islas Canarias, donde se encuentra representada por la ssp. diphyllum (Cav.) O.Bolós & Font Quer. Se trata de una planta anual de hasta 35 cm de altura, que se diferencia dentro del género por sus flores, que poseen 3-4 estambres y por sus semillas tuberculadas. Se conoce como "hierba jabonera".

## Taxonomía
Polycarpon tetraphyllum fue descrita por Linneo ex L. y publicado en Systema Naturae, Editio Decima 2: 881. 1759.
Etimología
Polycarpon: nombre genérico que procede del griego polys que significa "muchos" y karpos, que significa "frutos", haciendo referencia a una abundante fructificación.
tetraphyllum: epíteto que deriva de tetra, que significa "cuatro" y phyllon, que significa "hoja", haciendo referencia al número de hojas por verticilo.
Sinonimia
- Alsine polycarpa Crantz
- Herniaria alsines-folia Mill.
- Holosteum tetraphyllum (L.) Thunb.
- Illecebrum striatum Pers.
- Loeflingia caspica S.G.Gmel.
- Mollugo cordifolia Ser.
- Mollugo tetraphylla L.
- Paronychia striata DC.
- Pharnaceum cordifolium L.
- Polycarpaea tetraphylla (L.) E.H.L.Krause[3]